# Sclerophrys reesi
Espèce
Synonymes
- Bufo reesi Poynton, 1977
- Amietophrynus reesi (Poynton, 1977)

Statut de conservation UICN

 DD  : Données insuffisantes
Sclerophrys reesi est une espèce d'amphibiens de la famille des Bufonidae.

## Répartition
Cette espèce est endémique du Sud-Est de la Tanzanie. Elle se rencontre entre 200 et 500 m d'altitude dans la zone d'inondation des rivières Kihansi et Kilombero.

## Description
Le mâle holotype mesure 56,6 mm.

## Étymologie
Cette espèce est nommée en l'honneur d'Allen Rees.

## Publication originale
- Poynton, 1977 : A new Bufo and associated Amphibia from southern Tanzania. Annals of the Natal Museum, vol. 23, no 1, p. 37–41 (texte intégral).